# Lover’s Leap Bridge
Die Lover’s Leap Bridge ist eine schmiedeeiserne Linsenträgerbrücke über den Housatonic River im Lovers Leap State Park in New Milford (Connecticut). Sie besteht aus einem einzelnen Brückenelement mit einer Länge von 173 ft (53 m), dass auf Steinlagern aufgelegt ist. Sie wurde 1895 von der Berlin Iron Bridge Co. errichtet und war für die Pumpkin Hill Road vorgesehen. Sie war eine der letzten Brücken, die von der Firma errichtet wurden. Bis 1977 wurde die Brücke auch für Fahrzeuge verwendet. Heute gibt es etwas weiter nördlich eine neue Straßenbrücke.
Die Brücke wurde am 13. Mai 1976 in das National Register of Historic Places aufgenommen.
Der Name der Brücke nimmt den Ortsnamen auf, welcher selbst auf die Legende von der Indianerin Lilinonah und ihrem Geliebten zurückgeht.